# Lux International
Lux International AG ist eine internationale Familien-Aktiengesellschaft mit Sitz in der Schweiz und mit Vertriebsgesellschaften in der ganzen Welt. Das Unternehmen ist im Konsumgüterbereich tätig und verkauft Reinigungsgeräte und Kochtöpfe für den Haushalt und das Gewerbe im Direktvertrieb.

## Geschichte
Die Gründung der damaligen Lux AB geht auf das Jahr 1901 zurück. Die Hauptprodukte des Unternehmens waren damals Kerosin-Lampen für den Einsatz im Freien. Daraus abgeleitet entstand auch der Name der Unternehmung (lateinisch lux ‚Licht‘). Die Einführung der elektrischen Beleuchtung zwang Lux dazu, sich nach neuen Produktbereichen umzuschauen. Das Ergebnis war 1912 die Einführung des ersten elektrischen Staubsaugers für den Hausgebrauch mit dem Namen Lux I. Durch eine Fusion mit der schwedischen Elektromekaniska AB im Jahr 1916 entstand das Unternehmen Electrolux, das aufgrund des großen Erfolgs des Lux I bereits 1919 den europaweiten Vertrieb startete.
Im Jahr 1998 beschloss Electrolux, sich aus dem Direktvertrieb – bekannt unter der Marke Lux – zurückzuziehen und diesen Bereich an die Lux International AG mit Sitz in Baar zu verkaufen. Die Aktiengesellschaft übernimmt seither die Funktion einer Holding, die als Muttergesellschaft den Konzern Lux International kontrolliert und Beteiligungen an einer Vielzahl internationaler Tochtergesellschaften hält.
Heute ist Lux International eine der weltweit führenden Direktvertriebsgesellschaften im Konsumgüterbereich mit Vertriebsaktivitäten in über 30 Ländern. Der Lux-Konzern beschäftigte Ende 2009 weltweit rund 780 Festangestellte und 5.950 Fachberater. Der Umsatz lag bei 230 Mio. US-Dollar.

## Produkte
Lux führt seine Tradition weiter und verkauft Staubsauger und Zubehör für die unterschiedlichsten Anwendungsbereiche.
Über die Jahre wurde die Produktpalette weiter ausgebaut. Neben dem Reinigungssystem Lux Intelligence  verkauft Lux heute Dampfreiniger, Multi-Filtrations-Luftreiniger, Wasserreiniger und Kochsysteme für Privathaushalte sowie Dampfreiniger, Tiefensaugsysteme und Bodenreinigungsmaschinen für den Gewerbesektor.

## Kritik
Ende 2012 berichteten mehrere Medien, darunter WISO und die Neue Osnabrücker Zeitung, in kritischen Beiträgen über die Fachberater von Lux. So wurden völlig überhöhte Kosten für Reparaturen genannt oder einer dementen Seniorin ein zweiter Lux-Staubsauger verkauft. Lux entschuldigte sich nach den Berichten bei den Betroffenen und sprach von bedauerlichen Einzelfällen.